# Casa de Rivera

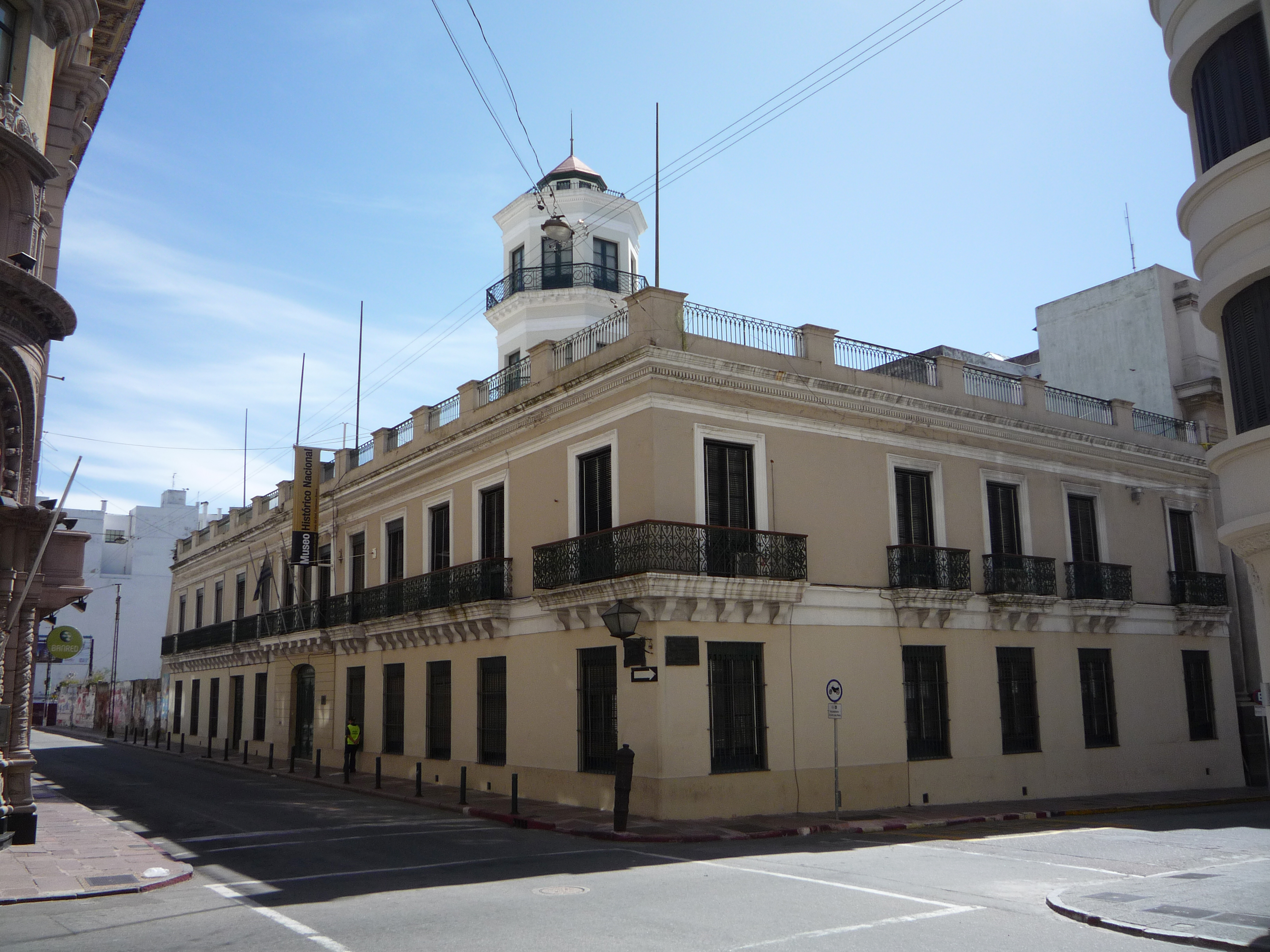
Casa de Rivera – Museo Histórico Nacional

Das Casa de Rivera, auch Casa de Salvañach, ist ein Bauwerk in der uruguayischen Landeshauptstadt Montevideo.
Das Anfang des 19. Jahrhunderts errichtete Gebäude befindet sich in der Ciudad Vieja an der Calle Rincón 437, Ecke Misiones. Dem zunächst nur einstöckigen Haus wurde um 1850 in einer zweiten Bauphase ein Obergeschoss mit Balkon hinzugefügt. Angaben über den Architekten sind nicht vorhanden. Während es ursprünglich als Wohnhaus des Stadtrats Cristóbal Salvañach konzipiert wurde und in den Jahren 1834 bis 1849 von General Rivera bewohnt wurde, beherbergt das heute im Eigentum des Uruguayischen Bildungs- und Kulturministeriums (Ministerio de Educación y Cultura) stehende acht Meter hohe, zweistöckige, über eine Grundfläche von 897 m² verfügende Casa de Rivera heute das Museo Histórico Nacional. Etwa zu Beginn der 1970er Jahre wurden veranlasst durch das Ministerio de Obras Públicas bauliche Veränderungen vorgenommen. Seit 1975 ist das Gebäude als Monumento Histórico Nacional klassifiziert.